# 世界が驚いたニッポン! スゴ〜イデスネ!!視察団
『世界が驚いたニッポン! スゴ〜イデスネ!!視察団』（せかいがおどろいたニッポン スゴ〜イデスネ しさつだん）は、テレビ朝日系列で2014年4月13日未明（12日深夜）から2019年9月7日まで放送されて、以後不定期で放送されているバラエティ番組である。
レギュラー放送終了後は、不定期特別番組『ニッポン視察団』として放送されていた。

## 内容
『お願い!ランキング』で行われていた企画「日本ツウ学院」をベースにした番組。「もっと日本のことが知りたい！」と思っている外国人生徒たちとともに、身近な商品やサービスに潜む日本ならではのスゴイもの、これぞ！ニッポン流！と言えるものについて学ぶ。
当初は深夜番組で、2014年4月から9月まで『これぞ!ニッポン流!』と題して放送。そして同年10月11日をもってゴールデンタイムでの放送となり、同時にタイトルも改めた。
『これぞ!ニッポン流!』の初期においては教室を模したスタジオで担任役の芸人が外国人生徒に教える形をとっていたが、『これぞ!ニッポン流!』の末期と『世界が驚いたニッポン! スゴ〜イデスネ!!視察団』においてはテーマに沿った海外の専門家が日本に招かれテーマに関するスポットを視察して海外と比較しつつ日本の凄さを学ぶ形で展開され、後期はその週のテーマに合わせた日本のスポットや商品等をランキングで紹介する形となっている。
ゴールデンタイムへ移動してからは、前番組『お願い!ランキングGOLD』シリーズと同様に土曜20時台の『関ジャニの仕分け∞』→『池上彰のニュースそうだったのか!!』との交互2時間特番が続いていた。
拡大スペシャル放送では高視聴率を獲得することがある。視聴率15%超えとなる回も多く、週間のバラエティ番組視聴率トップ10に入ることも珍しくなかった。例を挙げると、2018年4月7日の3時間半スペシャルでは15.4%（ビデオリサーチ調べ、関東地区）を記録している。
MCの3人は『お願い!ランキング』に引き続き、特別番組『◯◯総選挙』シリーズでも司会を務めている（『視察団』と直接関係はない）。
2018年5月19日放送分をもって番組表上でのタイトル表記が『ニッポン視察団』に改められた。放送時『ニッポン視察団』のロゴはそれ以前より使われている。
番組は2019年9月7日をもってレギュラー放送を終了し、以後は『ニッポン視察団』のタイトルで不定期特番として放送されている。公式サイトの表記も2022年には「ニッポン視察団」と変わっている。
司会の一人・ウエンツ瑛士は2018年10月よりイギリス・ロンドンに留学するため、同年9月29日放送の3時間SPをもって降板したが、2020年3月21日の特番ににゲスト出演、同年10月3日の特番からMCに復帰している。

## 出演者

### 世界が驚いたニッポン! スゴ〜イデスネ!!視察団
※特番『ニッポン視察団』も含む。
MC
- 爆笑問題（太田光、田中裕二）
- ウエンツ瑛士 (初回 - 2018年9月29日・2020年10月3日 -)

進行
- 井澤健太朗（テレビ朝日アナウンサー） - 2018年10月13日放送分から出演。

番組プレゼンター
- 綾小路きみまろ - 毎回番組の冒頭で「只今土曜夜6時56分、綾小路きみまろでございます。土曜の夜は『スゴ〜イデスネ!!視察団』!」という口上を述べる。そして番組本編では、VTRの合間にその週のテーマに関連した漫談を披露する。2017年9月9日放送分では口上と漫談を行わずにオーディエンスに参加し、その席上にて口上と漫談はオーディエンスとは別撮りであったことを明かした。

世界各国代表オーディエンス
- ボビー・オロゴン（ ナイジェリア）
- サニー・フランシス（ インド）
- ベリッシモ・フランチェスコ（ イタリア）

ほか

### これぞ!ニッポン流!
副担任
- 松尾由美子（テレビ朝日アナウンサー）

学級委員
- ボビー・オロゴン（ ナイジェリア）

生徒
- アーニャ（ ロシア連邦）
- タマラ（ ペルー）
- シブリ（ パキスタン）
- ローザ（ アメリカ合衆国）
- シモネ（ ブラジル）
- アイウェイ（ 台湾）
- アラシ（ イラン）
- カン（ 韓国）
- リティカ（ インド）
- ウーヴェ（ ドイツ）
- ダイアナ（ ドミニカ共和国）
- ディアナ（ ウクライナ）
- マライ（ ドイツ）
- ニコラ（ フランス）
- アノーラ（ ウズベキスタン）
- サコ（ コートジボワール）
- サニー（ インド）
- ベリッシモ（ イタリア）
- アノーラ（ ウズベキスタン）
- マライ（ ドイツ）
- ウルリカ（ スウェーデン）
- ヤンニ・オルソン（ スウェーデン）
- ナリット（ タイ）
- ジェシカ（ ニュージーランド）
- ウセイヌ（ セネガル）
- めい（ 日本）

ほか

## 放送リスト

### これぞ!ニッポン流!
主に通常回と全国ネットでのSPについて記す。関東ローカルで通常回とは別枠で放送された総集編や予告・未公開編等は除く。
| 2014年 | 2014年                      | 2014年                                                             | 2014年         |
| 回     | 放送日                      | テーマ                                                             | 担任           |
| ------ | --------------------------- | ------------------------------------------------------------------ | -------------- |
| 1      | 4月13日                     | コンビニエンスストア                                               | 竹山隆範       |
| 2      | 4月20日                     | タクシー                                                           | 升毅           |
| 3      | 4月27日                     | 自動販売機                                                         | 博多大吉       |
| 4      | 5月4日                      | バス                                                               | 岡田圭右       |
| SP1    | 5月10日（土） 18:56 - 20:54 | 新幹線＆デパ地下スペシャル                                         | 爆笑問題       |
| 6      | 5月11日                     | マンガ                                                             | 竹山隆範       |
| 7      | 5月18日                     | 水族館                                                             | 竹山隆範       |
| 8      | 5月25日                     | 結婚式                                                             | 小籔千豊       |
| 9      | 6月1日                      | ガチャガチャ                                                       | 博多大吉       |
| 10     | 6月8日                      | 宅配便                                                             | 竹山隆範       |
| 11     | 6月15日                     | 消臭                                                               | 川島明         |
| 12     | 6月22日                     | 「日本人ならではのこだわり」ランキングベスト4                      | -              |
| SP2    | 6月28日（土） 18:56 - 20:54 | こだわり抜く日本人の台所＆道路SP                                   | 爆笑問題       |
| 13     | 6月29日                     | 美容院                                                             | 岡田圭右       |
| 14     | 7月6日                      | 布団                                                               | 伊集院光       |
| 15     | 7月27日                     | マヨネーズ                                                         | 竹山隆範       |
| 16     | 8月3日                      | 野菜                                                               | 竹山隆範       |
| 17     | 8月10日                     | 夏野菜SP〜トマト&枝豆（1時間SP）                                   | 竹山隆範       |
| 18     | 8月17日                     | 外国人100人に聞いた! 日本の夏でスゴイと思った事ベスト15（1時間SP） | 博多大吉       |
| SP3    | 8月30日（土） 16:00 - 17:30 | 外国人100人に一斉調査! 日本の家でスゴイと思ったことランキング!!    | 爆笑問題       |
| 19     | 8月31日                     | 防犯                                                               | カンニング竹山 |
| 20     | 9月7日                      | 台所                                                               | 渡部建         |
| 21     | 9月14日                     | バス〜外国人の元バス運転手が視察! 日本のバスのスゴイ所〜           | 竹山隆範       |
| 22     | 9月21日                     | スーパー〜外国人の元店員が視察! 日本のスーパーのスゴイ所〜         | 岡田圭右       |
| 23     | 9月28日                     | 外国人生徒が驚いた!!「日本人ならではのこだわり」ランキング         | 松尾由美子     |

### 世界が驚いたニッポン! スゴ〜イデスネ!!視察団
| 2014年 | 2014年   | 2014年          | 2014年                   |
| 回     | 放送日   | テーマ          | 備考                     |
| ------ | -------- | --------------- | ------------------------ |
| 1      | 10月11日 | 地下鉄&路線バス | 2時間SP（18:56 - 20:54） |
| 2      | 11月1日  | 家&伝統建築     | 2時間SP（18:56 - 20:54） |
| 3      | 11月15日 | 野菜            | 2時間SP（18:56 - 20:54） |
| 4      | 11月29日 | 病院&救急医療   | 2時間SP（18:56 - 20:54） |
| 5      | 12月20日 | 食の安全        | 2時間SP（18:56 - 20:54） |

| 2015年 | 2015年   | 2015年                   | 2015年                     |
| 回     | 放送日   | テーマ                   | 備考                       |
| ------ | -------- | ------------------------ | -------------------------- |
| 6      | 1月10日  | 郵便&宅配便              | 2時間SP（18:56 - 20:54）   |
| 7      | 1月24日  | デパート                 | 2時間SP（18:56 - 20:54）   |
| 8      | 1月31日  | 消防&救急                |                            |
| 9      | 2月14日  | 魚                       | 2時間SP（18:56 - 20:54）   |
| 10     | 2月21日  | 道路                     |                            |
| 11     | 2月28日  | 紙                       | 2時間SP（18:56 - 20:54）   |
| 12     | 3月14日  | 新幹線                   | 2時間SP（18:56 - 20:54）   |
| 13     | 3月28日  | 職人＆スペシャリスト     | 2時間SP（18:56 - 20:54）   |
| 14     | 4月4日   | 病院&薬局                | 2時間半SP（18:30 - 20:54） |
| 15     | 4月11日  | 古民家                   |                            |
| 16     | 4月25日  | 地下利用                 | 2時間SP（18:56 - 20:54）   |
| 17     | 5月9日   | 技術                     | 2時間SP（18:56 - 20:54）   |
| 18     | 5月23日  | 食の安全【卵・肉・牛乳】 | 2時間SP（18:56 - 20:54）   |
| 19     | 5月30日  | 東京駅                   |                            |
| 20     | 6月13日  | 東京駅&羽田空港          | 2時間SP（18:56 - 20:54）   |
| 21     | 6月27日  | 米                       | 2時間SP（18:56 - 20:54）   |
| 22     | 7月11日  | 枝豆&包丁                | 2時間SP（18:56 - 20:54）   |
| 23     | 8月8日   | 寿司                     | 2時間SP（18:56 - 20:54）   |
| 24     | 8月15日  | 缶詰&引っ越し            | 2時間SP（18:56 - 20:54）   |
| 25     | 8月29日  | 和菓子                   | 2時間SP（18:56 - 20:54）   |
| 26     | 9月12日  | 冷凍食品                 | 2時間SP（18:56 - 20:54）   |
| 27     | 9月26日  | イカ                     | 2時間SP（18:56 - 20:54）   |
| 28     | 10月3日  | 椎茸&出雲大社            | 2時間SP（18:56 - 20:54）   |
| 29     | 10月17日 | 看護師                   | 2時間SP（18:56 - 20:54）   |
| 30     | 11月21日 | 鮭&タクシー              | 2時間SP（18:56 - 20:54）   |
| 31     | 12月5日  | 家電量販店&焼き鳥        | 2時間SP（18:56 - 21:00）   |
| 32     | 12月26日 | 海老                     | 2時間SP（18:56 - 20:54）   |

| 2016年 | 2016年   | 2016年                                                        | 2016年                   |
| 回     | 放送日   | テーマ                                                        | 備考                     |
| ------ | -------- | ------------------------------------------------------------- | ------------------------ |
| 33     | 1月9日   | 牡蠣&鰹節                                                     | 2時間SP（18:56 - 20:54） |
| 34     | 1月23日  | 巨大船&特急列車                                               | 2時間SP（18:56 - 20:54） |
| 35     | 2月6日   | 小学校&缶詰                                                   | 2時間SP（18:56 - 20:54） |
| 36     | 2月20日  | 高速道路&消防車                                               | 2時間SP（18:56 - 20:54） |
| 37     | 3月12日  | コンビニ+お土産ベスト3（ロシア編）                            | 2時間SP（18:56 - 20:54） |
| 38     | 3月26日  | 加工食品                                                      | 2時間SP（18:56 - 20:54） |
| 39     | 4月9日   | 警察                                                          | 2時間SP（18:56 - 20:54） |
| 40     | 4月23日  | パン                                                          |                          |
| 41     | 5月7日   | 城+お土産ベスト3（セネガル編）                                | 2時間SP（18:56 - 20:54） |
| 42     | 5月21日  | 保育園・幼稚園                                                | 2時間SP（18:56 - 20:54） |
| 43     | 6月4日   | 茶                                                            | 2時間SP（18:56 - 20:54） |
| 44     | 6月11日  | チーズ                                                        |                          |
| 45     | 6月25日  | 海胆&ファミリーレストラン                                     | 2時間SP（18:56 - 20:54） |
| 46     | 7月9日   | 鰻&ヨーグルト                                                 | 2時間SP（18:56 - 20:54） |
| 47     | 7月23日  | スーパー&白バイ・パトカー                                     | 2時間SP（18:56 - 20:54） |
| 48     | 8月6日   | 特別企画「なくさないで欲しい日本の食」ベスト30                | 2時間SP（18:56 - 21:11） |
| 49     | 8月20日  | イカ                                                          |                          |
| 50     | 9月3日   | 京都の世界遺産                                                | 2時間SP（18:56 - 20:54） |
| 51     | 9月17日  | 羽田空港&成田空港                                             | 2時間SP（18:56 - 20:54） |
| 52     | 10月1日  | ツナ缶&鮪                                                     | 2時間SP（18:56 - 20:54） |
| 53     | 10月15日 | 特別企画「秋に美味しい日本の食」ベスト20                      | 2時間SP（18:56 - 20:54） |
| 54     | 11月19日 | 京都の世界遺産                                                | 2時間SP（18:56 - 20:54） |
| 55     | 12月3日  | 山手線                                                        |                          |
| 56     | 12月17日 | 外国人ジャーナリストが世界に伝えたい 日本のスゴイところBEST50 | 4時間SP（18:56 - 23:06） |

| 2017年 | 2017年   | 2017年                                                                              | 2017年                   |
| 回     | 放送日   | テーマ                                                                              | 備考                     |
| ------ | -------- | ----------------------------------------------------------------------------------- | ------------------------ |
| 57     | 1月7日   | 日本在住の外国人料理関係者が選んだ! 「なくさないで欲しい日本の食ベスト20 〜冬編〜」 | 2時間SP（18:56 - 20:54） |
| 58     | 1月21日  | 城                                                                                  |                          |
| 59     | 1月28日  | 町工場                                                                              |                          |
| 60     | 2月4日   | 外国人ジャーナリストが世界に伝えたい！ スゴイ日本製○○ベスト7                        | 2時間SP（18:56 - 20:54） |
| 61     | 2月18日  | 100円ショップ&路線バス                                                              | 2時間SP（18:56 - 20:54） |
| 62     | 3月4日   | 北陸新幹線                                                                          |                          |
| 63     | 3月11日  | 大相撲                                                                              |                          |
| 64     | 3月18日  | 出雲大社&トマト                                                                     | 2時間SP（18:56 - 20:54） |
| 65     | 4月15日  | 姫路城VSノイシュヴァンシュタイン城                                                  | 2時間SP（18:56 - 20:54） |
| 66     | 4月29日  | 日光東照宮&イカ                                                                     | 2時間SP（18:56 - 20:54） |
| 67     | 5月13日  | 世界の料理人が驚いた! 日本のスゴイ旬野菜ベスト10!                                   | 2時間SP（18:56 - 20:54） |
| 68     | 5月27日  | 家具・生活雑貨&着物                                                                 | 2時間SP（18:56 - 20:54） |
| 69     | 6月10日  | 世界が大注目!世界遺産「高野山」&「ニッポンの骨董市」                                | 2時間SP（18:56 - 20:54） |
| 70     | 6月24日  | ウィンナー&食の安全と衛生 2時間SP                                                   | 2時間SP（18:56 - 20:54） |
| 71     | 7月8日   | パン&世界遺産                                                                       | 2時間SP（18:56 - 20:54） |
| 72     | 8月19日  | 日本の地下鉄&世界が注目!ニッポンの骨董市                                            | 2時間SP（18:56 - 20:54） |
| 73     | 9月9日   | 世界遺産・京都&世界が注目!ニッポンの骨董市                                          | 2時間SP（18:56 - 20:54） |
| 74     | 9月30日  | 世界遺産「平泉」&「京都」                                                           | 2時間SP（18:56 - 20:54） |
| 75     | 11月18日 | いま世界が注目!実用性高い一生モノの器! 日本の食卓を彩る輪島塗・江戸切子・おひつ     | 2時間SP（18:56 - 20:54） |
| 76     | 12月2日  | 外国人のプロと観光客が感激した! ニッポンのスゴイ建造物ベスト25                      | 2時間SP（18:56 - 20:54） |
| 77     | 12月16日 | 外国人観光客に出口調査「2017年 日本のココに満足!」ベスト25                          | 2時間SP（18:56 - 20:54） |

| 2018年 | 2018年   | 2018年                                                                                            | 2018年                     |
| 回     | 放送日   | テーマ                                                                                            | 備考                       |
| ------ | -------- | ------------------------------------------------------------------------------------------------- | -------------------------- |
| 特別編 | 1月13日  | ニッポン視察団スペシャル 日本人が知らない!? NIPPONのニュース                                      | 2時間SP（18:56 - 20:54）   |
| 78     | 1月20日  | 行列に並ぶ習慣がない外国人観光客に出口調査!「わざわざ並んだ!」日本の人気行列店TOP15               | 2時間SP（18:56 - 20:54）   |
| 79     | 2月3日   | 出口調査「この街にコレを買いにきました!」訪日外国人客の買い物ベスト13                             | 2時間SP（18:56 - 20:54）   |
| 80     | 3月17日  | 日本在住の外国人が出題!ニッポンのこと、ワカリマスカ?                                              | 2時間SP（18:56 - 20:54）   |
| 81     | 4月7日   | 今年日本を訪れた外国人が絶賛!日本のコレが美味しすぎる!! 最強ジャパンフードベスト40                | 3時間半SP（18:56 - 22:30） |
| 82     | 4月21日  | なぜか今この場所に外国人が急増!「コレがしたくて日本に来ました」人気急上昇ジャパンツアー12         | 2時間SP（18:56 - 20:54）   |
| 83     | 5月12日  | 外国人ジャパンリピーター徹底調査「日本のココに何度も行ってます!」絶賛人気スポットベスト10         | 2時間SP（18:56 - 20:54）   |
| 84     | 5月19日  | 全国47都道府県に住む外国人のイチオシ! コレが最強!ご当地魚めしグランプリ                           | 2時間SP（18:56 - 20:54）   |
| 85     | 6月16日  | 買い物目的で訪れた外国人の「この街にコレを買いにきました!」日本で買いたいものベスト16             | 2時間SP（18:56 - 20:54）   |
| 86     | 6月23日  | 今見たい世界遺産を外国人建築プロと観光客に調査!「本当に行って良かった」日本の世界遺産建築ベスト25 | 2時間SP（18:56 - 20:54）   |
| 87     | 7月7日   | 日本を訪れる外国人が殺到!「いまココに行きたい!」江戸・東京名所ベスト20                            | 2時間SP（18:56 - 20:54）   |
| 88     | 9月1日   | 外国人が尊敬する日本人ベスト50                                                                    | 2時間半SP（18:30 - 20:54） |
| 89     | 9月15日  | 世界最強のメイド・イン・ジャパン ベスト18                                                         | 2時間SP（18:56 - 20:54）   |
| 90     | 9月29日  | 「この街でコレを買いました!」人気ご当地土産ベスト30                                               | 3時間SP（18:56 - 21:54）   |
| 91     | 10月13日 | いまココに行きたい!秋の古都・京都名所ベスト20                                                     | 2時間SP（18:56 - 20:54）   |
| 92     | 12月1日  | 「本当に行って良かった」関東の名所ランキング                                                      | 2時間SP（18:56 - 20:54）   |
| 93     | 12月29日 | 外国人がはるばる買いに来る スゴイ日本製品ランキング                                               | 2時間半SP（18:30 - 20:54） |

| 2019年 | 2019年  | 2019年 | 2019年                   |
| 回     | 放送日  | テーマ | 備考                     |
| ------ | ------- | --- | ------------------------ |
| 94     | 1月12日 | 外国人が美味しいと絶賛!「この街にコレを食べにきました」冬の最強ジャパンフードベスト30                                                     | 3時間SP（18:56 - 21:54） |
| 95     | 2月2日  | いま外国人が絶賛!日本のコレは美味しすぎる!最強「和菓子」ランキング                                                                        | 2時間SP（18:56 - 20:54） |
| 96     | 2月16日 | いま外国人がはるばる訪れる「本当に行って良かった!」日本の温泉地ベスト12                                                                   | 2時間SP（18:56 - 20:54） |
| 97     | 4月27日 | 「令和」に伝えたい日本のスゴイ建造物ベスト20                                                                                              | 2時間SP（18:56 - 20:54） |
| 98     | 5月18日 | 「コレで生活が変わった!」日本のスゴイ発明ベスト17                                                                                         | 2時間SP（18:56 - 20:54） |
| 99     | 6月1日  | 最新!外国人が買いに来るスゴイ日本製品 | 2時間SP（18:56 - 20:54） |
| 100    | 6月22日 | 外国人のギモンで気づかされた!「ナゼ日本はこうなの?」&「神社・寺の楽しみ方」                                                               | 2時間SP（18:56 - 20:54） |
| 101    | 7月6日  | 外国人が驚く!「この職人技がスゴイ!」 ニッポンの“削る”スペシャル                                                                           | 2時間SP（18:56 - 20:54） |
| 102    | 8月3日  | 外国人のギモンで発見!「実はココがすごかった！」 ニッポンの世界遺産2時間スペシャル                                                         | 2時間SP（18:56 - 20:54） |
| 103    | 9月7日  | 「来日外国人のギモンを徹底調査!なぜニッポンはこうなの? 意外に気づかない日本の問題」＆外国人が驚く!「この職人技がスゴイ!」ニッポンの“切る” | 2時間SP（18:56 - 20:54） |

### ニッポン視察団（特番）
| 2019年 | 2019年   | 2019年                                                                             | 2019年 |
| 回     | 放送日   | テーマ                                                                             | 備考   |
| ------ | -------- | ---------------------------------------------------------------------------------- | ------ |
| 1      | 11月23日 | 2019秋最新調査!外国人がはるばる買いに来る人気ご当地みやげランキング3時間スペシャル |        |

| 2020年 | 2020年  | 2020年                                                                                  | 2020年 |
| 回     | 放送日  | テーマ                                                                                  | 備考   |
| ------ | ------- | --------------------------------------------------------------------------------------- | ------ |
| 2      | 1月18日 | 外国人がはるばるやって来る!「ココでこれ買った!これ食べた!」江戸・東京の名所ランキング22 |        |
| 3      | 3月21日 | 「日本のコレが美味しすぎる!」最強ジャパンフードベスト30 3時間SP                         |        |
| 4      | 10月3日 | 「住んでみてわかったこの美味しさ!」最強ジャパンフードベスト50 2時間SP                   |        |

| 2021年 | 2021年  | 2021年                                          | 2021年 |
| 回     | 放送日  | テーマ                                          | 備考   |
| ------ | ------- | ----------------------------------------------- | ------ |
| 5      | 7月31日 | 「最強ジャパンスイーツ!」ベスト40大決定 3時間SP |        |
| 6      | 10月2日 | 世界が憧れる「日本製品ベスト16」 2時間SP        |        |

| 2022年 | 2022年  | 2022年                                                       | 2022年 |
| 回     | 放送日  | テーマ                                                       | 備考   |
| ------ | ------- | ------------------------------------------------------------ | ------ |
| 7      | 2月16日 | 外国人が選んだ「ニッポンの飲食チェーン店」ベスト30 3時間SP   |        |
| 8      | 6月6日  | 最新!外国人が選ぶ「鎌倉・江の島の名所名物ベスト20」3時間SP   |        |
| 9      | 8月9日  | 2022夏!外国人が選ぶ「東京・関東の建もの名所ベスト30」3時間SP |        |
| 10     | 9月3日  | 2022最新!外国人が選ぶ「最強ジャパンスイーツベスト35」2時間SP |        |

| 2023年 | 2023年  | 2023年                                                        | 2023年 |
| 回     | 放送日  | テーマ                                                        | 備考   |
| ------ | ------- | ------------------------------------------------------------- | ------ |
| 11     | 7月11日 | 外国人がどうしても来たかった!江戸・東京名所ランキングベスト20 |        |

## ネット局と放送時間

### これぞ!ニッポン流!
| 放送対象地域 | 放送局                      | 系列           | 放送日時                     | 放送開始日    | ネット状況 |
| ------------ | --------------------------- | -------------- | ---------------------------- | ------------- | ---------- |
| 関東広域圏   | テレビ朝日 (EX)             | テレビ朝日系列 | 日曜 0:45 - 1:15（土曜深夜） | 2014年4月13日 | 制作局     |
| 福島県       | 福島放送 (KFB)              | テレビ朝日系列 | 日曜 0:45 - 1:15（土曜深夜） | 2014年4月13日 | 同時ネット |
| 山口県       | 山口朝日放送 (yab)          | テレビ朝日系列 | 金曜 10:00 - 10:30           | 2014年4月18日 | 遅れネット |
| 愛媛県       | 愛媛朝日テレビ (eat)        | テレビ朝日系列 | 土曜 1:20 - 1:50（金曜深夜） | 2014年4月18日 | 遅れネット |
| 岩手県       | 岩手朝日テレビ (IAT)        | テレビ朝日系列 | 火曜 1:20 - 1:50（月曜深夜） | 2014年4月22日 | 遅れネット |
| 中京広域圏   | 名古屋テレビ (メ〜テレ/NBN) | テレビ朝日系列 | 日曜 1:45 - 2:15（土曜深夜） | 2014年4月27日 | 遅れネット |
| 長野県       | 長野朝日放送 (abn)          | テレビ朝日系列 | 日曜 1:45 - 2:15（土曜深夜） | 2014年5月3日  | 遅れネット |
| 鹿児島県     | 鹿児島放送 (KKB)            | テレビ朝日系列 | 日曜 1:45 - 2:20（土曜深夜） | 2014年7月6日  | 遅れネット |

### 世界が驚いたニッポン! スゴ〜イデスネ!!視察団
| 放送対象地域   | 放送局                      | 系列           | 放送日時           | ネット状況 |
| -------------- | --------------------------- | -------------- | ------------------ | ---------- |
| 関東広域圏     | テレビ朝日 (EX)             | テレビ朝日系列 | 土曜 18:56 - 19:54 | 制作局     |
| 北海道         | 北海道テレビ (HTB)          | テレビ朝日系列 | 土曜 18:56 - 19:54 | 同時ネット |
| 青森県         | 青森朝日放送 (ABA)          | テレビ朝日系列 | 土曜 18:56 - 19:54 | 同時ネット |
| 岩手県         | 岩手朝日テレビ (IAT)        | テレビ朝日系列 | 土曜 18:56 - 19:54 | 同時ネット |
| 宮城県         | 東日本放送 (KHB)            | テレビ朝日系列 | 土曜 18:56 - 19:54 | 同時ネット |
| 秋田県         | 秋田朝日放送 (AAB)          | テレビ朝日系列 | 土曜 18:56 - 19:54 | 同時ネット |
| 山形県         | 山形テレビ (YTS)            | テレビ朝日系列 | 土曜 18:56 - 19:54 | 同時ネット |
| 福島県         | 福島放送 (KFB)              | テレビ朝日系列 | 土曜 18:56 - 19:54 | 同時ネット |
| 新潟県         | 新潟テレビ21 (UX)           | テレビ朝日系列 | 土曜 18:56 - 19:54 | 同時ネット |
| 石川県         | 北陸朝日放送 (HAB)          | テレビ朝日系列 | 土曜 18:56 - 19:54 | 同時ネット |
| 長野県         | 長野朝日放送 (abn)          | テレビ朝日系列 | 土曜 18:56 - 19:54 | 同時ネット |
| 静岡県         | 静岡朝日テレビ (SATV)       | テレビ朝日系列 | 土曜 18:56 - 19:54 | 同時ネット |
| 中京広域圏     | 名古屋テレビ (メ〜テレ/NBN) | テレビ朝日系列 | 土曜 18:56 - 19:54 | 同時ネット |
| 近畿広域圏     | 朝日放送テレビ (ABC TV)     | テレビ朝日系列 | 土曜 18:56 - 19:54 | 同時ネット |
| 広島県         | 広島ホームテレビ (HOME)     | テレビ朝日系列 | 土曜 18:56 - 19:54 | 同時ネット |
| 山口県         | 山口朝日放送 (yab)          | テレビ朝日系列 | 土曜 18:56 - 19:54 | 同時ネット |
| 香川県・岡山県 | 瀬戸内海放送 (KSB)          | テレビ朝日系列 | 土曜 18:56 - 19:54 | 同時ネット |
| 愛媛県         | 愛媛朝日テレビ (eat)        | テレビ朝日系列 | 土曜 18:56 - 19:54 | 同時ネット |
| 福岡県         | 九州朝日放送 (KBC)          | テレビ朝日系列 | 土曜 18:56 - 19:54 | 同時ネット |
| 長崎県         | 長崎文化放送 (ncc)          | テレビ朝日系列 | 土曜 18:56 - 19:54 | 同時ネット |
| 熊本県         | 熊本朝日放送 (KAB)          | テレビ朝日系列 | 土曜 18:56 - 19:54 | 同時ネット |
| 大分県         | 大分朝日放送 (OAB)          | テレビ朝日系列 | 土曜 18:56 - 19:54 | 同時ネット |
| 鹿児島県       | 鹿児島放送 (KKB)            | テレビ朝日系列 | 土曜 18:56 - 19:54 | 同時ネット |
| 沖縄県         | 琉球朝日放送 (QAB)          | テレビ朝日系列 | 土曜 18:56 - 19:54 | 同時ネット |

- 『これぞ!ニッポン流!』のゴールデンタイムにおけるSP（2014年5月10日〈土〉・6月28日〈土〉のいずれも18:56 - 20:54）については、いずれも上記各局で同時ネットされた。

## その他
- 『世界が驚いたニッポン!』への改題後からオープニングテーマに使われている曲は、かつてテレビ東京で放送された時代劇『大江戸捜査網』のテーマ（作曲：玉木宏樹）である。
- 2015年3月28日は当初放送休止となる予定だったが、放送予定だった『芸能界マネーダービー 1位とビリ 2時間SP』が諸事情により放送延期・差し替えとなったため、本番組はレギュラー復帰のうえ、2時間SPとして急遽放送されることとなった。延期された『芸能界マネーダービー 1位とビリ』は、1時間に短縮されて2015年7月3日に放送された。
- 2015年4月4日放送の2時間半SPと翌4月11日放送分は、いずれも直前番組が『人生の楽園』（前者は通常放送、後者は1時間SP）になったため、『人生の楽園』エンディングに当番組から綾小路きみまろが特別ナレーターとして出演し、『人生の楽園』ナレーターの西田敏行と共演するかたちで当番組を告知した。そして当番組の冒頭口上は、「『人生の楽園』の後は『スゴ〜イデスネ!!視察団』」で始まった。なお2016年3月26日放送分の2時間SPは、直前番組が『人生の楽園』1時間SPになるも、『人生の楽園』にはきみまろは出演せず、冒頭口上は「『人生の楽園』の後は」が無い通常版だった。